# Jugamphicteis galatheae
Jugamphicteis galatheae är en ringmaskart som beskrevs av Holthe 2000. Jugamphicteis galatheae ingår i släktet Jugamphicteis och familjen Ampharetidae.
Artens utbredningsområde är havet kring Nya Zeeland. Inga underarter finns listade i Catalogue of Life.